# Colombia en la Copa América 2011
La Selección de Colombia fue uno de los 12 equipos participantes en la Copa América 2011, torneo que se llevó a cabo entre el 1 y el 24 de julio de 2011 en Argentina.
En el sorteo realizado el 11 de noviembre de 2010 en La Plata la Selección de Colombia quedó emparejada en el Grupo A junto con Argentina, Costa Rica, con quien debutó y Bolivia. Originalmente, en el grupo estaba la selección de Japón que no pudo tomar parte del certamen y fue reemplazado por el seleccionado tico.

## Preparación

### Antecedentes
Colombia, selección que se ubica en la séptima posición de la tabla histórica del torneo, disputó su decimonovena Copa América, decimocuarta en forma consecutiva. La ganó solamente en una ocasión, en la edición de 2001, donde fue local, ganó todos los partidos y no recibió goles en contra. Además, logró el segundo puesto en 1975 y en el tercer lugar en las ediciones de 1987, 1993 y 1995
Su resultado más inmediato en un torneo internacional oficial fue en la Clasificación para la Copa Mundial 2010, en la que ocupó el séptimo lugar, acumulando una racha de inasistencia a tres copas del Mundo consecutivas.
En la anterior edición de la Copa América, el equipo orientado en ese momento por Jorge Luis Pinto quedó eliminado en la primera ronda, luego de caer goleado 5-0 contra Paraguay, 4-2 con Argentina, y solamente venció 1-0 a Estados Unidos.
- Estadísticas totales de Colombia en la Copa América:[9]

|          | Ed. | Pts | PJ | PG | PE | PP | GF  | GC  | Dif |
| -------- | --- | --- | -- | -- | -- | -- | --- | --- | --- |
| Colombia | 18  | 128 | 99 | 36 | 20 | 43 | 121 | 174 | -53 |

### Partidos previos
La Selección Colombia jugó en total once partidos previos a la Copa América 2011, tomando como punto de partida el final de la Copa Mundial de Fútbol de 2010, en la cual no participó. De los juegos preparatorios ganó cuatro, empató cuatro y perdió tres.
En la parte final de la preparación, por decisión del seleccionador nacional Hernán Darío Gómez, el equipo no jugó en ninguna de las fechas FIFA con el fin de darle descanso a los jugadores provenientes de ligas europeas.
Antes de los últimos dos partidos de preparación, contra México y Senegal, el presidente de la República, Juan Manuel Santos hizo entrega oficial de la bandera al equipo encabezado por el D.T. Gómez y el capitán del equipo Mario Yepes.

### Amistosos previos
| 11 de agosto de 2010, 19:00 (UTC-4) | Bolivia        | 1:1 (0:1) | Colombia     | Estadio Hernando Siles, La Paz, Bolivia                   |                                                           |
|                                     | R. Galindo 62' |           | C. Bacca 36' | Asistencia: 4 000 espectadores Árbitro(s): Gabriel Favale | Asistencia: 4 000 espectadores Árbitro(s): Gabriel Favale |

| Uniformes | Uniformes |
| --------- | --------- |
|           |           |

| 3 de septiembre de 2010, 19:30 (UTC-4:30) | Venezuela | 0:2 (0:1) | Colombia                        | Estadio José Antonio Anzoategui, Puerto La Cruz, Venezuela |                                                            |
|                                           |           |           | J. Cuadrado 16' · D. Moreno 66' | Asistencia: 30 100 espectadores Árbitro(s): Roberto Moreno | Asistencia: 30 100 espectadores Árbitro(s): Roberto Moreno |

| Uniformes | Uniformes |
| --------- | --------- |
|           |           |

| 7 de septiembre de 2010, 20:00 (UTC-5) | México           | 1:0 (0:0) | Colombia | Estadio Universitario, Monterrey, México                |                                                         |
|                                        | E. Hernández 88' |           |          | Asistencia: 41 066 espectadores Árbitro(s): José Pineda | Asistencia: 41 066 espectadores Árbitro(s): José Pineda |

| Uniformes | Uniformes |
| --------- | --------- |
|           |           |

| 8 de octubre de 2010, 21:30 (UTC-5) | Colombia      | 1:0 (0:0) | Ecuador | Red Bull Arena (Nueva Jersey), Nueva Jersey, Estados Unidos |                                                           |
|                                     | R. Falcao 87' |           |         | Asistencia: 19 000 espectadores Árbitro(s): Andrew Chapin   | Asistencia: 19 000 espectadores Árbitro(s): Andrew Chapin |

| Uniformes | Uniformes |
| --------- | --------- |
|           |           |

| 12 de octubre de 2010, 19:45 (UTC-5) | Estados Unidos | 0:0 | Colombia | Talen Energy Stadium, Chester, Estados Unidos              |  |
|                                      |                |     |          | Asistencia: 13 100 espectadores Árbitro(s): Roberto García |  |

| Uniformes | Uniformes |
| --------- | --------- |
|           |           |

| 17 de noviembre de 2010, 20:00 (UTC-5) | Colombia     | 1:1 (0:1) | Perú           | Estadio El Campín, Bogotá, Colombia                     |                                                         |
|                                        | L. Núñez 73' |           | L. Ramírez 32' | Asistencia: 5 000 espectadores Árbitro(s): Saúl Laverni | Asistencia: 5 000 espectadores Árbitro(s): Saúl Laverni |

| Uniformes | Uniformes |
| --------- | --------- |
|           |           |

| 9 de febrero de 2011, 19:30 (UTC+1) | España       | 1:0 (0:0) | Colombia | Estadio Santiago Bernabéu, Madrid, España                 |                                                           |
|                                     | D. Silva 85' |           |          | Asistencia: 75 800 espectadores Árbitro(s): Richard Trutz | Asistencia: 75 800 espectadores Árbitro(s): Richard Trutz |

| Uniformes | Uniformes |
| --------- | --------- |
|           |           |

| 26 de marzo de 2011, 17:30 (UTC+1) | Colombia                      | 2:0 (1:0) | Ecuador | Estadio Vicente Calderón, Madrid, España                        |                                                                 |
|                                    | F. Guarín 24' · R. Falcao 73' |           |         | Asistencia: 30 029 espectadores Árbitro(s): Antonio Mateu Lahoz | Asistencia: 30 029 espectadores Árbitro(s): Antonio Mateu Lahoz |

| Uniformes | Uniformes |
| --------- | --------- |
|           |           |

| 29 de marzo de 2011, 18:00 (UTC+1) | Colombia | 0:2 (0:2) | Chile                               | Cars Jeans Stadion, La Haya, Países Bajos               |                                                         |
|                                    |          |           | M. Fernández 6' · J. Beausejour 30' | Asistencia: 10 000 espectadores Árbitro(s): Pieter Vink | Asistencia: 10 000 espectadores Árbitro(s): Pieter Vink |

| Uniformes | Uniformes |
| --------- | --------- |
|           |           |

| 22 de junio de 2011, 19:00(UTC-5) | Colombia | 0:0 | México | Estadio Hernán Ramírez Villegas, Pereira, Colombia         |  |
|                                   |          |     |        | Asistencia: 22 550 espectadores Árbitro(s): Daniel Salazar |  |

| Uniformes | Uniformes |
| --------- | --------- |
|           |           |

| 25 de junio de 2011, 17:45 (UTC-5) | Colombia                         | 2:0 (2:0) | Senegal | Estadio Atanasio Girardot, Medellín, Colombia          |                                                        |
|                                    | A. Aguilar 16' · J. Martínez 41' |           |         | Asistencia: 12 209 espectadores Árbitro(s): Diego Lara | Asistencia: 12 209 espectadores Árbitro(s): Diego Lara |

| Uniformes | Uniformes |
| --------- | --------- |
|           |           |

## Plantel
El 6 de junio de 2011 el técnico Hernán Darío Gómez a través del sitio web oficial de la Federación Colombiana de Fútbol oficializó la lista definitiva que incluye a 23 futbolistas. Entre los principales desafectados de la misma se encuentra el delantero Wason Rentería, de gran desempeño con el Once Caldas en la Copa Libertadores 2011 y el delantero Giovanni Moreno que se recupera de una importante lesión.
Posteriormente, el 14 de junio, la Confederación Sudamericana de Fútbol (Conmebol) autorizó la inscripción de un futbolista más en cada uno de los planteles que disputará la Copa América 2011. El convocado por el técnico nacional fue el guardameta Bréiner Castillo.
En el entrenamiento del martes 28 de junio el portero David Ospina sufrió un choque con el delantero Hugo Rodallega, que le ocasionó una fractura en el tabique nasal, por lo que estará incapacitado por 15 días. En su reemplazo fue convocado el arquero de Millonarios, Nelson Ramos.
| #j    |                     | Nombre                  | Posición      | Edad    | PJ Sel | Gol Sel | Club                |
| ----- | ------------------- | ----------------------- | ------------- | ------- | ------ | ------- | ------------------- |
| 1     | Bandera de Colombia | Nelson Ramos            | Portero       | 29 años | 0      | 0       | Millonarios         |
| 12    | Bandera de Colombia | Luis Martínez           | Portero       | 28 años | 4      | 1       | Once Caldas         |
| 23    | Bandera de Colombia | Bréiner Castillo        | Portero       | 33 años | 4      | 0       | La Equidad          |
| 2     | Bandera de Colombia | Cristian Zapata         | Defensa       | 24 años | 16     | 0       | Udinese Calcio      |
| 3     | Bandera de Colombia | Mario Yepes             | Defensa       | 35 años | 79     | 4       | AC Milan            |
| 7     | Bandera de Colombia | Pablo Armero            | Defensa       | 24 años | 22     | 0       | Udinese Calcio      |
| 14    | Bandera de Colombia | Amaranto Perea          | Defensa       | 32 años | 54     | 0       | Atlético de Madrid  |
| 15    | Bandera de Colombia | Juan David Valencia     | Defensa       | 25 años | 5      | 0       | Junior              |
| 18    | Bandera de Colombia | Camilo Zúñiga           | Defensa       | 25 años | 31     | 0       | SSC Napoli          |
| 22    | Bandera de Colombia | Aquivaldo Mosquera      | Defensa       | 30 años | 18     | 1       | Club América        |
| 4     | Bandera de Colombia | Gustavo Bolívar         | Mediocampista | 26 años | 1      | 0       | Deportes Tolima     |
| 5     | Bandera de Colombia | Yulián Anchico          | Mediocampista | 27 años | 31     | 1       | Pachuca             |
| 6     | Bandera de Colombia | Carlos Sánchez          | Mediocampista | 25 años | 19     | 0       | Valenciennes        |
| 8     | Bandera de Colombia | Abel Aguilar            | Mediocampista | 26 años | 27     | 4       | Hércules            |
| 10    | Bandera de Colombia | Juan Guillermo Cuadrado | Mediocampista | 23 años | 6      | 1       | Udinese Calcio      |
| 13    | Bandera de Colombia | Freddy Guarín           | Mediocampista | 24 años | 30     | 1       | Porto               |
| 16    | Bandera de Colombia | Elkin Soto              | Mediocampista | 30 años | 17     | 6       | Maguncia 05         |
| 9     | Bandera de Colombia | Radamel Falcao García   | Delantero     | 25 años | 29     | 7       | Porto               |
| 11    | Bandera de Colombia | Hugo Rodallega          | Delantero     | 25 años | 40     | 8       | Wigan               |
| 17    | Bandera de Colombia | Dayro Moreno            | Delantero     | 25 años | 19     | 2       | Club Tijuana        |
| 19    | Bandera de Colombia | Teófilo Gutiérrez       | Delantero     | 26 años | 8      | 2       | Racing Club         |
| 20    | Bandera de Colombia | Adrián Ramos            | Delantero     | 25 años | 17     | 1       | Hertha Berlín       |
| 21    | Bandera de Colombia | Jackson Martínez        | Delantero     | 24 años | 9      | 3       | Jaguares de Chiapas |
| D. T. | Bandera de Colombia | Hernán Darío Gómez      | Entrenador    | 54 años | 36     |         |                     |

## Participación
- Los horarios son correspondientes a la hora local argentina (UTC-3).

### Partidos
| Fecha       | Lugar                 | Instancia        |           |                      | Resultado             |                       |            |
| ----------- | --------------------- | ---------------- | --------- | -------------------- | --------------------- | --------------------- | ---------- |
| 2 de julio  | San Salvador de Jujuy | Fase de grupos   | Colombia  | Bandera de Colombia  | 1:0 (1:0)             | Bandera de Costa Rica | Costa Rica |
| 6 de julio  | Santa Fe              | Fase de grupos   | Argentina | Bandera de Argentina | 0:0                   | Bandera de Colombia   | Colombia   |
| 11 de julio | Santa Fe              | Fase de grupos   | Colombia  | Bandera de Colombia  | 2:0 (2:0)             | Bandera de Bolivia    | Bolivia    |
| 16 de julio | Córdoba               | Cuartos de final | Colombia  | Bandera de Colombia  | 0:2 (0:0, 0:0) (t.s.) | Bandera de Perú       | Perú       |

### Fase de grupos - Grupo A
| Selección  | Pts | PJ | PG | PE | PP | GF | GC | Dif |
| ---------- | --- | -- | -- | -- | -- | -- | -- | --- |
| Colombia   | 7   | 3  | 2  | 1  | 0  | 3  | 0  | 3   |
| Argentina  | 5   | 3  | 1  | 2  | 0  | 4  | 1  | 3   |
| Costa Rica | 3   | 3  | 1  | 0  | 2  | 2  | 4  | −2  |
| Bolivia    | 1   | 3  | 0  | 1  | 2  | 1  | 5  | −4  |

|  | Clasificados a los cuartos de final. |

Colombia llegó a Argentina, para concentrarse en la ciudad de Santa Fe, con el objetivo de tener un buen papel en la Copa América, ya que la meta es clasificar a la Copa Mundial de Fútbol de 2014, según expresó el seleccionador Hernán Darío Gómez. En la Clasificación mundial de la FIFA, Colombia llegó en el puesto 54, siendo este su peor lugar en la historia del el escalafón, ubicándose como la séptima selección de Conmebol, superando únicamente a Ecuador (68), Venezuela (69) y Bolivia (93).

### Colombia vs. Costa Rica
En su primer partido, Colombia venció con lo justo a Costa Rica, que presentó en la Copa América un seleccionado Sub-22 por disposición de Concacaf. El único gol del partido lo consiguió Adrián Ramos, minutos después que el rival sufriera la expulsión de Randall Brenes. A pesar de la victoria, la prensa nacional mostró su preocupación ante el funcionamiento del equipo, ya que no convenció, le faltó ideas y profundidad para ganar con mayor ventaja.
| 2 de julio, 15:30 | Colombia  | 1:0 (1:0) | Costa Rica | Estadio 23 de Agosto, San Salvador de Jujuy                        |                                                                    |
|                   | Ramos 44' | Reporte   |            | Asistencia: Sin datos sobre espectadores Árbitro(s): Enrique Osses | Asistencia: Sin datos sobre espectadores Árbitro(s): Enrique Osses |

| 12         | Guardameta     | Luis Martínez       |     |
| 3          | Defensa        | Mario Yepes         |     |
| 7          | Defensa        | Pablo Armero        |     |
| 14         | Defensa        | Luis Amaranto Perea |     |
| 18         | Defensa        | Camilo Zúñiga       |     |
| 4          | Centrocampista | Gustavo Bolívar     |     |
| 8          | Centrocampista | Abel Aguilar        | 33' |
| 13         | Centrocampista | Fredy Guarín        |     |
| 9          | Delantero      | Radamel Falcao      | 77' |
| 17         | Delantero      | Dayro Moreno        | 69' |
| 20         | Delantero      | Adrián Ramos        |     |
| Entrenador | Entrenador     | Hernán Darío Gómez  |     |

| 18         | Guardameta     | Leonel Moreira   |     |
| 2          | Defensa        | Francisco Calvo  |     |
| 3          | Defensa        | Johnny Acosta    |     |
| 4          | Defensa        | José Salvatierra |     |
| 19         | Defensa        | Óscar Duarte     |     |
| 20         | Defensa        | Pedro Leal       |     |
| 6          | Centrocampista | Heiner Mora      |     |
| 8          | Centrocampista | David Guzmán     | 74' |
| 11         | Centrocampista | Diego Madrigal   | 71' |
| 10         | Delantero      | Randall Brenes   |     |
| 12         | Delantero      | Joel Campbell    | 46' |
| Entrenador | Entrenador     | Ricardo La Volpe |     |

| 11 | Delantero      | Hugo Rodallega    | 33' |
| 19 | Delantero      | Teófilo Gutiérrez | 69' |
| 16 | Centrocampista | Elkin Soto        | 77' |

| 21 | Delantero      | César Elizondo     | 46' |
| 17 | Delantero      | Josué Martínez     | 71' |
| 22 | Centrocampista | José Miguel Cubero | 74' |

| Anotado | 44' | Adrián Ramos | 1:0 |

| Amonestado | 53' | Fredy Guarín  |
| Amonestado | 54' | Camilo Zúñiga |

| Amonestado | 15' | Diego Madrigal  |
| Amonestado | 19' | David Guzmán    |
| Amonestado | 23' | Francisco Calvo |
| Expulsado  | 27' | Randall Brenes  |

| Árbitro             | Enrique Osses     |
| Árbitros asistentes | Francisco Mondria |
| Árbitros asistentes | Nicolás Yegros    |
| Cuarto árbitro      | Antonio Arias     |

| 12         | Guardameta     | Luis Martínez       |     |
| 3          | Defensa        | Mario Yepes         |     |
| 7          | Defensa        | Pablo Armero        |     |
| 14         | Defensa        | Luis Amaranto Perea |     |
| 18         | Defensa        | Camilo Zúñiga       |     |
| 4          | Centrocampista | Gustavo Bolívar     |     |
| 8          | Centrocampista | Abel Aguilar        | 33' |
| 13         | Centrocampista | Fredy Guarín        |     |
| 9          | Delantero      | Radamel Falcao      | 77' |
| 17         | Delantero      | Dayro Moreno        | 69' |
| 20         | Delantero      | Adrián Ramos        |     |
| Entrenador | Entrenador     | Hernán Darío Gómez  |     |

| 18         | Guardameta     | Leonel Moreira   |     |
| 2          | Defensa        | Francisco Calvo  |     |
| 3          | Defensa        | Johnny Acosta    |     |
| 4          | Defensa        | José Salvatierra |     |
| 19         | Defensa        | Óscar Duarte     |     |
| 20         | Defensa        | Pedro Leal       |     |
| 6          | Centrocampista | Heiner Mora      |     |
| 8          | Centrocampista | David Guzmán     | 74' |
| 11         | Centrocampista | Diego Madrigal   | 71' |
| 10         | Delantero      | Randall Brenes   |     |
| 12         | Delantero      | Joel Campbell    | 46' |
| Entrenador | Entrenador     | Ricardo La Volpe |     |

| 11 | Delantero      | Hugo Rodallega    | 33' |
| 19 | Delantero      | Teófilo Gutiérrez | 69' |
| 16 | Centrocampista | Elkin Soto        | 77' |

| 21 | Delantero      | César Elizondo     | 46' |
| 17 | Delantero      | Josué Martínez     | 71' |
| 22 | Centrocampista | José Miguel Cubero | 74' |

| Anotado | 44' | Adrián Ramos | 1:0 |

| Amonestado | 53' | Fredy Guarín  |
| Amonestado | 54' | Camilo Zúñiga |

| Amonestado | 15' | Diego Madrigal  |
| Amonestado | 19' | David Guzmán    |
| Amonestado | 23' | Francisco Calvo |
| Expulsado  | 27' | Randall Brenes  |

| Árbitro             | Enrique Osses     |
| Árbitros asistentes | Francisco Mondria |
| Árbitros asistentes | Nicolás Yegros    |
| Cuarto árbitro      | Antonio Arias     |

| Estadísticas      | Bandera de Colombia | Bandera de Costa Rica |
| Tiros             | 17                  | 5                     |
| Tiros a puerta    | 9                   | 2                     |
| Faltas            | 14                  | 8                     |
| Saques de esquina | 5                   | 3                     |
| Penaltis          | 0                   | 0                     |
| Fueras de juego   | 1                   | 0                     |
| Posesión de balón |                     |                       |

### Argentina vs. Colombia
En el segundo partido, contra el equipo anfitrión de la competencia, Argentina, Colombia tuvo importantes opciones de gol en el primer tiempo, contando la que desperdició Dayro Moreno, luego de la norma de ventaja que dio el árbitro brasileño Salvio Fagundes luego de un claro penal de Nicolás Burdisso sobre Adrián Ramos que no sancionó. En el segundo tiempo, Pablo Armero pudo anotar con un tiro dentro del área que salvó el arquero rival, Sergio Romero, de destacada actuación. En general, durante el partido, Colombia fue superior a su rival a pesar de no obtener la victoria. Con el empate a cero goles, el equipo Cafetero quedaba a un paso de clasificar a los cuartos de final.
| 6 de julio    | Argentina | 0:0     | Colombia | Estadio Brigadier Estanislao López, Santa Fe                         |                                                                      |
| 21:45 (UTC-3) |           | Reporte |          | Asistencia: Sin datos sobre espectadores Árbitro(s): Sálvio Fagundes | Asistencia: Sin datos sobre espectadores Árbitro(s): Sálvio Fagundes |

| 23         | Guardameta     | Sergio Romero     |     |
| 3          | Defensa        | Pablo Zabaleta    |     |
| 4          | Defensa        | Nicolás Burdisso  |     |
| 6          | Defensa        | Gabriel Milito    |     |
| 8          | Defensa        | Javier Zanetti    |     |
| 5          | Centrocampista | Esteban Cambiasso | 64' |
| 14         | Centrocampista | Javier Mascherano |     |
| 19         | Centrocampista | Éver Banega       | 71' |
| 10         | Delantero      | Lionel Messi      |     |
| 11         | Delantero      | Carlos Tévez      |     |
| 21         | Delantero      | Ezequiel Lavezzi  | 64' |
| Entrenador | Entrenador     | Sergio Batista    |     |

| 12         | Guardameta     | Luis Martínez       |       |
| 3          | Defensa        | Mario Yepes         |       |
| 7          | Defensa        | Pablo Armero        |       |
| 14         | Defensa        | Luis Amaranto Perea |       |
| 18         | Defensa        | Camilo Zúñiga       |       |
| 6          | Centrocampista | Carlos Sánchez      |       |
| 8          | Centrocampista | Abel Aguilar        |       |
| 13         | Centrocampista | Fredy Guarín        |       |
| 9          | Delantero      | Radamel Falcao      | 87'   |
| 17         | Delantero      | Dayro Moreno        | 90+1' |
| 20         | Delantero      | Adrián Ramos        | 89'   |
| Entrenador | Entrenador     | Hernán Darío Gómez  |       |

| 20 | Centrocampista | Fernando Gago   | 64' |
| 16 | Delantero      | Sergio Agüero   | 64' |
| 9  | Delantero      | Gonzalo Higuaín | 71' |

| 19 | Delantero      | Teófilo Gutiérrez  | 87'   |
| 16 | Centrocampista | Elkin Soto         | 89'   |
| 22 | Defensa        | Aquivaldo Mosquera | 90+1' |

| Amonestado | 90' | Fernando Gago |

| Amonestado | 6'    | Abel Aguilar |
| Amonestado | 90+1' | Dayro Moreno |

| Árbitro             | Sálvio Fagundes    |
| Árbitros asistentes | Marcio Santiago    |
| Árbitros asistentes | Luis Abadie        |
| Cuarto árbitro      | Víctor Hugo Rivera |

| 23         | Guardameta     | Sergio Romero     |     |
| 3          | Defensa        | Pablo Zabaleta    |     |
| 4          | Defensa        | Nicolás Burdisso  |     |
| 6          | Defensa        | Gabriel Milito    |     |
| 8          | Defensa        | Javier Zanetti    |     |
| 5          | Centrocampista | Esteban Cambiasso | 64' |
| 14         | Centrocampista | Javier Mascherano |     |
| 19         | Centrocampista | Éver Banega       | 71' |
| 10         | Delantero      | Lionel Messi      |     |
| 11         | Delantero      | Carlos Tévez      |     |
| 21         | Delantero      | Ezequiel Lavezzi  | 64' |
| Entrenador | Entrenador     | Sergio Batista    |     |

| 12         | Guardameta     | Luis Martínez       |       |
| 3          | Defensa        | Mario Yepes         |       |
| 7          | Defensa        | Pablo Armero        |       |
| 14         | Defensa        | Luis Amaranto Perea |       |
| 18         | Defensa        | Camilo Zúñiga       |       |
| 6          | Centrocampista | Carlos Sánchez      |       |
| 8          | Centrocampista | Abel Aguilar        |       |
| 13         | Centrocampista | Fredy Guarín        |       |
| 9          | Delantero      | Radamel Falcao      | 87'   |
| 17         | Delantero      | Dayro Moreno        | 90+1' |
| 20         | Delantero      | Adrián Ramos        | 89'   |
| Entrenador | Entrenador     | Hernán Darío Gómez  |       |

| 20 | Centrocampista | Fernando Gago   | 64' |
| 16 | Delantero      | Sergio Agüero   | 64' |
| 9  | Delantero      | Gonzalo Higuaín | 71' |

| 19 | Delantero      | Teófilo Gutiérrez  | 87'   |
| 16 | Centrocampista | Elkin Soto         | 89'   |
| 22 | Defensa        | Aquivaldo Mosquera | 90+1' |

| Amonestado | 90' | Fernando Gago |

| Amonestado | 6'    | Abel Aguilar |
| Amonestado | 90+1' | Dayro Moreno |

| Árbitro             | Sálvio Fagundes    |
| Árbitros asistentes | Marcio Santiago    |
| Árbitros asistentes | Luis Abadie        |
| Cuarto árbitro      | Víctor Hugo Rivera |

| Estadísticas      | Bandera de Argentina | Bandera de Colombia |
| Tiros             | 7                    | 9                   |
| Tiros a puerta    | 6                    | 5                   |
| Faltas            | 17                   | 9                   |
| Saques de esquina | 6                    | 6                   |
| Penaltis          | 0                    | 0                   |
| Fueras de juego   | 7                    | 0                   |
| Posesión de balón |                      |                     |

### Colombia vs. Bolivia
En el tercer partido del grupo, Colombia enfrentó a Bolivia en un partido que resolvió en el primer tiempo con dos goles del delantero del FC Porto, Radamel Falcao García, el segundo de ellos de tiro penal. El equipo se convirtió en el primer clasificado a los cuartos de final del certamen al completar siete puntos y quedar en el primer lugar del Grupo A. En la siguiente fase se enfrentará al mejor tercero. Esta es tercera ocasión que el equipo clasifica invicto a cuartos de final, y la segunda sin recibir goles en contra. Las ocasiones previas fueron en las ediciones de 2004 y 2001, respectivamente.
| 10 de julio, 16:00 | Colombia               | 2:0 (2:0) | Bolivia | Estadio Brigadier Estanislao López, Santa Fe                          |                                                                       |
|                    | Falcao 14', 28' (pen.) | Reporte   |         | Asistencia: Sin datos sobre espectadores Árbitro(s): Francisco Chacón | Asistencia: Sin datos sobre espectadores Árbitro(s): Francisco Chacón |

| 12         | Guardameta     | Luis Martínez       |     |
| 3          | Defensa        | Mario Yepes         |     |
| 7          | Defensa        | Pablo Armero        |     |
| 14         | Defensa        | Luis Amaranto Perea |     |
| 18         | Defensa        | Camilo Zúñiga       |     |
| 6          | Centrocampista | Carlos Sánchez      |     |
| 8          | Centrocampista | Abel Aguilar        |     |
| 13         | Centrocampista | Fredy Guarín        | 50' |
| 9          | Delantero      | Radamel Falcao      |     |
| 17         | Delantero      | Dayro Moreno        | 46' |
| 20         | Delantero      | Adrián Ramos        | 77' |
| Entrenador | Entrenador     | Hernán Darío Gómez  |     |

| 1          | Guardameta     | Carlos Arias      |     |
| 4          | Defensa        | Lorgio Álvarez    |     |
| 13         | Defensa        | Santos Amador     |     |
| 14         | Defensa        | Christian Vargas  |     |
| 16         | Defensa        | Ronald Raldes     |     |
| 8          | Centrocampista | Ronald García     |     |
| 15         | Centrocampista | Jaime Robles      |     |
| 21         | Centrocampista | Jhasmani Campos   |     |
| 7          | Delantero      | Edivaldo Rojas    | 46' |
| 9          | Delantero      | Marcelo Martins   | 60' |
| 17         | Delantero      | Juan Carlos Arce  | 70' |
| Entrenador | Entrenador     | Gustavo Quinteros |     |

| 11 | Delantero      | Hugo Rodallega | 46' |
| 10 | Centrocampista | Juan Cuadrado  | 50' |
| 16 | Centrocampista | Elkin Soto     | 77' |

| 10 | Centrocampista | Joselito Vaca   | 46' |
| 11 | Delantero      | Alcides Peña    | 60' |
| 18 | Delantero      | Ricardo Pedriel | 70' |

| Anotado         | 14' | Radamel Falcao | 1:0 |
| Anotado · Penal | 28' | Radamel Falcao | 2:0 |

| Amonestado | 33' | Jhasmani Campos |

| Árbitro             | Francisco Chacón  |
| Árbitros asistentes | Marvin Torrentera |
| Árbitros asistentes | Luis Sánchez      |
| Cuarto árbitro      | Juan Soto         |

| 12         | Guardameta     | Luis Martínez       |     |
| 3          | Defensa        | Mario Yepes         |     |
| 7          | Defensa        | Pablo Armero        |     |
| 14         | Defensa        | Luis Amaranto Perea |     |
| 18         | Defensa        | Camilo Zúñiga       |     |
| 6          | Centrocampista | Carlos Sánchez      |     |
| 8          | Centrocampista | Abel Aguilar        |     |
| 13         | Centrocampista | Fredy Guarín        | 50' |
| 9          | Delantero      | Radamel Falcao      |     |
| 17         | Delantero      | Dayro Moreno        | 46' |
| 20         | Delantero      | Adrián Ramos        | 77' |
| Entrenador | Entrenador     | Hernán Darío Gómez  |     |

| 1          | Guardameta     | Carlos Arias      |     |
| 4          | Defensa        | Lorgio Álvarez    |     |
| 13         | Defensa        | Santos Amador     |     |
| 14         | Defensa        | Christian Vargas  |     |
| 16         | Defensa        | Ronald Raldes     |     |
| 8          | Centrocampista | Ronald García     |     |
| 15         | Centrocampista | Jaime Robles      |     |
| 21         | Centrocampista | Jhasmani Campos   |     |
| 7          | Delantero      | Edivaldo Rojas    | 46' |
| 9          | Delantero      | Marcelo Martins   | 60' |
| 17         | Delantero      | Juan Carlos Arce  | 70' |
| Entrenador | Entrenador     | Gustavo Quinteros |     |

| 11 | Delantero      | Hugo Rodallega | 46' |
| 10 | Centrocampista | Juan Cuadrado  | 50' |
| 16 | Centrocampista | Elkin Soto     | 77' |

| 10 | Centrocampista | Joselito Vaca   | 46' |
| 11 | Delantero      | Alcides Peña    | 60' |
| 18 | Delantero      | Ricardo Pedriel | 70' |

| Anotado         | 14' | Radamel Falcao | 1:0 |
| Anotado · Penal | 28' | Radamel Falcao | 2:0 |

| Amonestado | 33' | Jhasmani Campos |

| Árbitro             | Francisco Chacón  |
| Árbitros asistentes | Marvin Torrentera |
| Árbitros asistentes | Luis Sánchez      |
| Cuarto árbitro      | Juan Soto         |

| Estadísticas      | Bandera de Colombia | Bandera de Bolivia |
| Tiros             | 11                  | 8                  |
| Tiros a puerta    | 6                   | 4                  |
| Faltas            | 12                  | 16                 |
| Saques de esquina | 2                   | 4                  |
| Penaltis          | 1 (1)               | 0                  |
| Fueras de juego   | 1                   | 0                  |
| Posesión de balón |                     |                    |

### Cuartos de final
Tras la última jornada de la fase de grupos, la selección del Perú fue rival de Colombia en los cuartos de final del certamen. El equipo dirigido por el uruguayo Sergio Markarián clasificó luego de ser el mejor tercero, sumando cuatro puntos en el Grupo C luego de una victoria (1-0 sobre México), un empate (1-1 contra Uruguay) y una derrota (0-1 contra Chile).

#### Colombia vs. Perú
| 12    | POR   | Luis Martínez       |      |
| 18    | DEF   | Juan Camilo Zúñiga  |      |
| 3     | DEF   | Mario Yepes         |      |
| 14    | DEF   | Luis Amaranto Perea |      |
| 7     | DEF   | Pablo Armero        |      |
| 6     | MED   | Carlos Sánchez      | 112' |
| 13    | MED   | Freddy Guarín       |      |
| 8     | MED   | Abel Aguilar        | 103' |
| 17    | MED   | Dayro Moreno        |      |
| 20    | DEL   | Adrián Ramos        | 72'  |
| 9     | DEL   | Radamel Falcao      |      |
| D. T. | D. T. | Hernán Darío Gómez  |      |

| 1     | POR   | Raúl Fernández    |      |
| 13    | DEF   | Renzo Revoredo    |      |
| 21    | DEF   | Christian Ramos   |      |
| 2     | DEF   | Alberto Rodríguez |      |
| 4     | DEF   | Walter Vílchez    |      |
| 18    | MED   | Willian Chiroque  | 95'  |
| 16    | MED   | Luis Advíncula    | 46'  |
| 5     | MED   | Adán Balbín       |      |
| 10    | MED   | Rinaldo Cruzado   | 117' |
| 6     | MED   | Juan Vargas       |      |
| 9     | DEL   | Paolo Guerrero    |      |
| D. T. | D. T. | Sergio Markarián  |      |

| 11 | DEL | Hugo Rodallega    | 72'  |
| 19 | DEL | Teófilo Gutiérrez | 103' |
| 21 | DEL | Jackson Martínez  | 112' |

| 11 | MED | Carlos Lobatón  | 46'  |
| 19 | MED | Yoshimar Yotún  | 95'  |
| 7  | MED | Josepmir Ballón | 117' |

| Anotado | 101' | Carlos Lobatón |
| Anotado | 111' | Juan Vargas    |

| Amonestado | 98' | Carlos Sánchez |

| Amonestado | 1'  | Luis Advíncula    |
| Amonestado | 65' | Alberto Rodríguez |

| Árbitro             | Francisco Chacón  |
| Árbitros asistentes | Leonel Leal       |
| Árbitros asistentes | Francisco Mondría |
| Cuarto árbitro      | Wálter Quesada    |

| 12    | POR   | Luis Martínez       |      |
| 18    | DEF   | Juan Camilo Zúñiga  |      |
| 3     | DEF   | Mario Yepes         |      |
| 14    | DEF   | Luis Amaranto Perea |      |
| 7     | DEF   | Pablo Armero        |      |
| 6     | MED   | Carlos Sánchez      | 112' |
| 13    | MED   | Freddy Guarín       |      |
| 8     | MED   | Abel Aguilar        | 103' |
| 17    | MED   | Dayro Moreno        |      |
| 20    | DEL   | Adrián Ramos        | 72'  |
| 9     | DEL   | Radamel Falcao      |      |
| D. T. | D. T. | Hernán Darío Gómez  |      |

| 1     | POR   | Raúl Fernández    |      |
| 13    | DEF   | Renzo Revoredo    |      |
| 21    | DEF   | Christian Ramos   |      |
| 2     | DEF   | Alberto Rodríguez |      |
| 4     | DEF   | Walter Vílchez    |      |
| 18    | MED   | Willian Chiroque  | 95'  |
| 16    | MED   | Luis Advíncula    | 46'  |
| 5     | MED   | Adán Balbín       |      |
| 10    | MED   | Rinaldo Cruzado   | 117' |
| 6     | MED   | Juan Vargas       |      |
| 9     | DEL   | Paolo Guerrero    |      |
| D. T. | D. T. | Sergio Markarián  |      |

| 11 | DEL | Hugo Rodallega    | 72'  |
| 19 | DEL | Teófilo Gutiérrez | 103' |
| 21 | DEL | Jackson Martínez  | 112' |

| 11 | MED | Carlos Lobatón  | 46'  |
| 19 | MED | Yoshimar Yotún  | 95'  |
| 7  | MED | Josepmir Ballón | 117' |

| Anotado | 101' | Carlos Lobatón |
| Anotado | 111' | Juan Vargas    |

| Amonestado | 98' | Carlos Sánchez |

| Amonestado | 1'  | Luis Advíncula    |
| Amonestado | 65' | Alberto Rodríguez |

| Árbitro             | Francisco Chacón  |
| Árbitros asistentes | Leonel Leal       |
| Árbitros asistentes | Francisco Mondría |
| Cuarto árbitro      | Wálter Quesada    |

| Estadísticas      | Bandera de Colombia | Bandera de Perú |
| Tiros             | 15                  | 11              |
| Tiros a puerta    | 6                   | 7               |
| Faltas            | 12                  | 16              |
| Saques de esquina | 9                   | 9               |
| Penales           | 1                   | 0               |
| Fueras de juego   | 3                   | 0               |

## Uniforme
Esta es la primera vez en un torneo oficial que Colombia usa el uniforme Adidas, conforme al convenio firmado entre la Federación Colombiana de Fútbol y la multinacional alemana por cuatro años. La presentación de la indumentaria para la Copa América fue realizada el 15 de marzo de 2011 en Bogotá, con la presencia de jugadores históricos como Óscar Córdoba, René Higuita y Bernardo Redín, además de jugadoras de la Selección Femenina, Paula Forero, Yoreli Rincón, entre otras. Además, estuvo el acto musical a cargo del grupo Chocquibtown.
El uniforme titular mantiene el clásico tricolor de la Bandera de Colombia, incluyendo las tres rayas características de Adidas. El cuello es azul y las mangas tienen bordes de azul y rojo. La camiseta alternativa es azul oscuro con vivos amarillos. Ambas camisetas portan en su espalda la palabra Colombia en letras doradas, y en el cuello el lema "Unidos por un país" sobre el tricolor de la bandera.
Para la Copa América 2011 los uniformes de Colombia son confeccionados por la multinacional alemana Adidas. 
| Proveedor                | Proveedor |
| Ubicación                | Marca     |
| ------------------------ | --------- |
| Pecho, pantalón y medias | Adidas    |

#### Uniformes
| Uniforme                                                     | Jugadores de campo  | Jugadores de campo | Entrenamiento | Entrenamiento |
| Uniforme                                                     | Titular             | Alternativo        | Primero       | Segundo       |
| ------------------------------------------------------------ | ------------------- | ------------------ | ------------- | ------------- |
| Imagen                                                       |                     |                    |               |               |
| Partidos utilizado                                           | 4                   | 0                  | -             | -             |
| Primer partido                                               | 2 de julio de 2011  | -                  | -             | -             |
| Último partido                                               | 16 de julio de 2011 | -                  | -             | -             |
| Actualizado al último partido jugado el: 16 de julio de 2011 |                     |                    |               |               |

#### Uniformes de arquero
| Uniforme                                                     | Arquero            | Arquero             |
| Uniforme                                                     | Primero            | Segundo             |
| ------------------------------------------------------------ | ------------------ | ------------------- |
| Imagen                                                       |                    |                     |
| Partidos utilizado                                           | 2                  | 2                   |
| Primer partido                                               | 2 de julio de 2011 | 10 de julio de 2011 |
| Último partido                                               | 6 de julio de 2011 | 16 de julio de 2011 |
| Actualizado al ultimo partido jugado el: 16 de julio de 2011 |                    |                     |